# Rochussenstraat (Rotterdam)
De Rochussenstraat is een straat in Rotterdam. De Rochussenstraat is vernoemd naar de schilder Charles Rochussen.

## Ligging
De Rochussenstraat verbindt het centrum bij het Eendrachtsplein met de Aelbrechtskade (aan de rand van historisch Delfshaven). De Rochussenstraat loopt door de wijken Dijkzigt, Middelland en het Nieuwe Westen. Het gedeelte ten westen van de tunneltraverse is tussen 1900 en 1930 aangelegd. Het oostelijke deel van Rochussenstraat stamt uit de jaren dertig en is aangelegd op basis van het stedenbouwkundige plan van W.G. Witteveen voor het gebied van het vroegere Land van Hoboken.

## Bekende gebouwen aan de Rochussenstraat
- het Nederlands Architectuurinstituut (NAi)
- het oude hoofdkantoor van Unilever, inmiddels in gebruik bij de Hogeschool Rotterdam
- de Rotterdamse jeugdherberg
- het oude GEB-gebouw, dat tot 1968 het hoogste kantoorgebouw van Nederland was
- het Erasmus MC, officieel ligt het ziekenhuis aan een zijstraat van de Rochussenstraat. Toch denken de meeste mensen dat het aan de Rochussenstraat ligt.

## Openbaar vervoer
Door de Rochussenstraat rijdt bus 32. Onder de Rochussenstraat lopen de metrolijnen A, B en C. Onder de Rochussenstraat liggen drie stations:
- Coolhaven
- Dijkzigt
- Eendrachtsplein

Van 1958-1968 bevond zich bij de Jongkindstraat een busstation voor de lijnen door de Maastunnel naar Rotterdam-Zuid en verder.